# Bruno Sanches
Bruno Sanches (10 gennaio 1977) è un attore francese.

## Biografia
Nato da madre francese e padre portoghese, Bruno Sanches è co-fondatore di Rádio Alfa, stazione radio comunitaria portoghese nell'Île-de-France.
Ha iniziato la sua carriera all'età di nove anni girando in spot pubblicitari, poi ha frequentato i corsi di teatro Compagnie Les Sales Gosses e Cours Florent 2. Negli anni ha ricoperto alcuni ruoli secondari in serie poliziesche come Il comandante Florent e Julie Lescaut.
Diventa noto al grande pubblico nel 2012 grazie al duo umoristico Catherine e Liliane, nel programma Le Petit Journal su Canal+, co-diretto da Laurent Vïrzkïnam. Ha poi interpretato ruoli importanti al cinema in film come Le Talent de mes amis e Qui c'est les plus forts?, entrambi nel 2015.
Dal 2021 interpreta Gilles Vandraud nella serie di TF1 Morgane - Detective geniale.
Nel 2022 ha partecipato alla prima stagione del reality-game show Les Traîtres su M6.

### Vita privata
È sposato con la fotografa Camille Wodling, con la quale ha due figli, una femmina e un maschio.

## Filmografia

### Cinema
- Le Plus Bel Âge, regia di Didier Haudepin (1995)
- Soleil, regia di Roger Hanin (1997)
- Les Fantômes de Louba, regia di Martine Dugowson (2001)
- Douches froides, regia di Antony Cordier (2005)
- Enfin veuve, regia di Isabelle Mergault (2008)
- Au bistro du coin, regia di Charles Nemes (2011)
- Jamais le premier soir, regia di Mélissa Drigeard (2014)
- Le Talent de mes amis, regia di Alex Lutz (2015)
- Qui c'est les plus forts ?, regia di Charlotte de Turckheim (2015)
- Ladre per caso (Mes trésors), regia di Pascal Bourdiaux (2017)
- Lola Pater, regia di Nadir Moknèche (2017)
- Santa et Cie, regia di Alain Chabat (2017)
- Les Affamés, regia di Léa Frédeval (2018)
- Guy, regia di Alex Lutz (2018)
- Un vrai bonhomme, regia di Benjamin Parent (2020)
- Opération Portugal, regia di Frank Cimière (2020)
- Mon légionnaire, regia di Rachel Lang (2021)

### Televisione
- Les Allumettes suédoises – miniserie TV (1996)
- L'Orange de Noël – serie TV (1996)
- Il comandante Florent (Une femme d'honneur) – serie TV, episodio 1x05 (1998)
- Julie Lescaut – serie TV, episodio 13x05 (2004)
- Il commissariato Saint Martin (P.J.) – serie TV, episodi 9x07 e 12x12 (2005, 2008)
- Scènes de ménages – serie TV, 1x29 (2009)
- Roxane, la vie sexuelle de ma pote – miniserie TV (2012-2013)
- Catherine et Liliane – serie TV (2912-2019)
- Hard – serie TV, terza stagione (2015)
- Pour Sarah – serie TV (2019)
- Munch – serie TV, episodio 3x01 (2019)
- Moah – serie TV (2020)
- Je te promets – serie TV (2021)
- L'École de la vie – serie TV (2021)
- Morgane - Detective geniale (HPI) – serie TV (2021-in produzione)
- La Vengeance au Triple Galop – serie TV (2021)
- Qu'est-ce qu'elle a ma famille? – serie TV (2022)

### Cortometraggi
- Polaroid Song, regia di Alphonse Giorgi e Yann Tivrier (2012)
- Le Noël de Camille, regia di Jérôme Niel (2015)
- In Utero, regia di Yann Tivrier (2022)

## Programmi TV
- Le Débarquement – programma comico, puntate 1x01 e 1x02 (2013)

## Teatrografia
- André le magnifique (2005)
- La Baraque à frites (2007)
- Adam et Eve (2010)
- Dernier coup de ciseaux (2011)
- Ladies Night (2012)
- Trois hommes et un couffin (2018)

## Doppiatori italiani
- Gianluca Crisafi in Morgane - Detective geniale